# Bolesław Jędrzejowski
Bolesław Antoni Jędrzejowski, pseud. i krypt.: B.A.J., Baj, J. Kaniowski, ps. Bolesław   (ur. 6 maja 1867 r. w Glinojecku (pow. ciechanowski), zm. 10 marca 1914 r. w Nervi, Włochy) – polski działacz socjalistyczny. Współzałożyciel (1892) PPS i ZZSP, sekretarz Komitetu Zagranicznego i członek Rady Naczelnej PPS. Reprezentant PPS w Międzynarodowym Biurze Socjalistycznym (1900-1904). Uczestnik zjazdu socjalistów polskich zaboru rosyjskiego w Paryżu w końcu listopada 1892 roku z ramienia Proletariatu.